# Otto Kiep
Otto Carl Kiep (né le 7 juillet 1886 à Saltcoats, mort le 26 août 1944 à Berlin) est un diplomate allemand, résistant au nazisme.

## Biographie
Il est le fils du consul Johann Nikolaus Kiep et de son épouse Charlotte Rottenburg. Il passe son enfance à Glasgow. Louis Leisler Kiep est son frère aîné, Walther Leisler Kiep est son neveu.
Il étudie le droit en Allemagne et en Angleterre. Il devient docteur de l'université de Leipzig en 1909 et Bachelor of Laws à Londres en 1912. En 1908, il travaille pour la justice prussienne. Après avoir participé à la Première Guerre mondiale en tant qu'officier de réserve, Kiep entre dans les Affaires étrangères du Reich allemand. De 1920 à 1921, il travaille au consulat de La Haye puis jusqu'en 1923  à la Commission des dommages de guerre germano-américaine à Washington. De 1923 à 1926, il est conseiller au ministère de l'économie et des finances. En 1925, il fait la relation avec la presse de Hans Luther. De 1927 à 1930, il s'inscrit au Parti populaire allemand.
Otto Kiep est de 1926 à 1931 conseiller à l'ambassade d'Allemagne à Washington D.C. puis de 1931 à 1933 consul général à New York. Après que Kiep assiste à un banquet en l'honneur d'Albert Einstein en mars 1933, les nazis demandent son licenciement. Kiep est mis sur le côté, il fait diverses négociations commerciales en Amérique du Sud et Asie de l'Est. En 1937, il devient membre du NSDAP. De 1937 à 1939, il est le porte-parole de la non-intervention à la guerre d'Espagne au nom de l'Allemagne.
Pendant la Seconde Guerre mondiale, il est major dans le service des Affaires étrangères de l'Oberkommando der Wehrmacht. Otto Kiep établit ensuite des liens avec des groupes de résistance comme le cercle Solf et le cercle de Kreisau. Helmuth James von Moltke le prévient de la répression de la Gestapo contre le cercle Solf. Malgré cela, Otto Kiep est arrêté le 16 janvier 1944. Il passe devant le Volksgerichtshof qui le condamne à mort le 1er juillet et pendu le 26 août à la prison de Plötzensee. Otto Kiep est recensé parmi les membres du complot du 20 juillet 1944 pour sa présence sur la liste du cabinet secret organisé autour de Ludwig Beck et Carl Friedrich Goerdeler.
Son épouse Hanna, arrêtée en même temps, est envoyée à Ravensbrück. Le couple avait deux filles et un fils.